# Podsavezna nogometna liga Slavonska Požega 1962./63.
Podsavezna liga Slavonska Požega također i kao Liga Nogometnog podsaveza Slavonska Požega) je bila liga četvrtog stupnja nogometnog prvenstva Jugoslavije u sezoni 1962./63. 
 
Sudjelovalo je 10 klubova, a prvak je bila "Zvijezda" iz Kaptola. 

## Ljestvica
| mj. | klub                     | ut. | pob. | ner. | por. | gol+ | gol- | bod |
| --- | ------------------------ | --- | ---- | ---- | ---- | ---- | ---- | --- |
| 1.  | Zvijezda Kaptol          | 18  | 12   | 2    | 4    | 51   | 22   | 26  |
| 2.  | Slavija Pleternica       | 18  | 11   | 4    | 3    | 47   | 31   | 26  |
| 3.  | Požega Slavonska Požega  | 18  | 10   | 4    | 4    | 57   | 37   | 24  |
| 4.  | Zvečevo Slavonska Požega | 18  | 10   | 3    | 5    | 55   | 18   | 23  |
| 5.  | Napredak Aleksandrovac   | 18  | 10   | 3    | 5    | 57   | 30   | 23  |
| 6.  | Dinamo Kutjevo           | 18  | 9    | 3    | 6    | 44   | 38   | 21  |
| 7.  | Omladinac Sulkovci       | 18  | 6    | 3    | 9    | 28   | 41   | 15  |
| 8.  | Sloga Trenkovo           | 18  | 4    | 2    | 12   | 27   | 60   | 10  |
| 9.  | Kamen Vetovo             | 18  | 2    | 4    | 12   | 23   | 62   | 8   |
| 10. | Slavonac Ramanovci       | 18  | 1    | 2    | 15   | 20   | 60   | 4   |

- Aleksandrovac – tadašnji naziv za Antunovac

## Rezultatska križaljka
| kratica | klub                     | DIN | KAM | NAP | OML | POŽ | SLAVI | SLAVO | SLO | ZVE | ZVI |
| --- | ------------------------ | --- | --- | --- | --- | --- | ----- | ----- | --- | --- | --- |
| DIN | Dinamo Kutjevo           |     |     |     |     |     |       |       |     |     |     |
| KAM | Kamen Vetovo             |     |     |     |     |     |       |       |     |     |     |
| NAP | Napredak Aleksandrovac   |     |     |     |     |     |       |       |     |     |     |
| OML | Omladinac Sulkovci       |     |     |     |     |     |       |       |     |     |     |
| POŽ | Požega Slavonska Požega  |     |     |     |     |     |       |       |     |     |     |
| SLAVI | Slavija Pleternica       |     |     |     |     |     |       |       |     |     |     |
| SLAVO | Slavonac Ramanovci       |     |     |     |     |     |       |       |     |     |     |
| SLO | Sloga Trenkovo           |     |     |     |     |     |       |       |     |     |     |
| ZVE | Zvečevo Slavonska Požega |     |     |     |     |     |       |       |     |     |     |
| ZVI | Zvijezda Kaptol          |     |     |     |     |     |       |       |     |     |     |
| |                          |     |     |     |     |     |       |       |     |     |     |
| podebljan rezultat - utakmice od 1. do 9. kola (1. utakmica između klubova) rezultat normalne debljine - utakmice od 10. do 18. kola (2. utakmica između klubova) rezultat nakošen - nije vidljiv redoslijed odigravanja međusobnih utakmica iz dostupnih izvora rezultat smanjen * - iz dostupnih izvora nije uočljiv domaćin susreta prekrižen rezultat - poništena ili brisana utakmica p - utakmica prekinuta 3:0 p.f. / 0:3 p.f. - rezultat 3:0 bez borbe |                          |     |     |     |     |     |       |       |     |     |     |

 Izvori:

## Unutrašnje poveznice
- Slavonska zona 1962./63.